# Ђорђе Андријашевић
Ђорђе Андријашевић (5. мај 1931 — 6. август 2025) био је југословенски и српски кошаркаш и кошаркашки тренер. Био је репрезентативац Југославије и први тренер који је користио технику зонског пресинга на теренима у Европи.

## Каријера

### Играчка каријера
Андријашевић је играо за Црвену звезду у периоду од 1950. до 1956. године, и са њом је освојио шест шампионата.
У јулу 1950. године био је члан тима Црвене звезде који је освојио турнир у Милану. Након 1955. године играо је у Италији и Француској.
Као репрезентативац Југославије учествовао је на Светском првенству 1954. као и на европским првенствима 1953. и 1955. године, на укупно четрдесет и седам утакмица.

### Тренерска каријера
Играо је и тренирао клуб Палаканаестро Павиа у периоду од 1955. до 1958. године. Од 1962. до 1970. тренирао је Жан д Арк Виши, а тренер-кошаркаш у истом тиму био је током сезоне 1962/63. Са тимом Жан д Арк Виши освојио је два пута Куп Француске (1969, 1970) и дошао до финала Купа Рајмунда Сапорте 1970. године.
Водио је и Олимпик Антиб, који је током његовог мандата у тиму био на другој позицији Про А лиге Француске и стигао до четвртфинала Купа Радивоја Кораћа у сезони 1983/84.
Андријашевић је био први кошаркашки тренер у Европи који је применио технику зоне пресинга. Његова тактика зонског пресинга била је прилагођена и побошљана верзија зоне пресинга тренера Џина Џонсона. Први пут ју је искористио са француским тимом Жан д Арк Виши.

## Награде и тројефи

### Играч
- Прва лига Југославије шампион: 6 (са Црвеном звездом: 1950, 1951, 1952, 1953, 1954, 1955).

### Тренер
- Куп Француске победник: 2 (са тимом Жан д Арк Виши: 1968/69, 1969/70).
- Куп Југославије победник: 1 (са Црвеном звездом: 1970/71).